# Île aux Cerfs (Maurice)
Pour les articles homonymes, voir Île au Cerf.
L’île aux Cerfs est un îlot côtier situé à l'est de l'île principale de la république de Maurice, dans l'océan Indien.

L'île aux Cerfs doit son nom aux nombreux cerfs de java qui ont peuplé le centre de l'île. Il y en a eu jusqu'à 75 000 introduits sur l'île au 17ème siècle. Ces animaux étaient utilisés comme gibier de chasse par les colons qui le chassaient pour se nourrir en cuisinant le fameux “kari cerf”.

## Description
Inhabitée, l'île aux Cerfs est extrêmement touristique. Ses visiteurs l'atteignent en cinq minutes par un bateau à fond de verre ou une embarcation plus classique pilotée par un Mauricien au départ de Trou d'Eau Douce le plus souvent. Ils y passent généralement la journée à profiter des nombreux sports nautiques qu'il est possible de pratiquer sur place, par exemple le parachute ascensionnel.
Depuis peu, il est également possible de pratiquer le golf, un parcours ayant été conçu par le golfeur allemand Bernhard Langer et aménagé par Le Touessrok, l'hôtel voisin à qui échoit l'aménagement de l'îlot.